# Chaetonotus brevis
Chaetonotus brevis is een buikharige uit de familie Chaetonotidae. De wetenschappelijke naam van de soort werd in 1838 voor het eerst geldig gepubliceerd door Erhenberg. De soort wordt in het ondergeslacht Chaetonotus geplaatst.